# Gary Gilmore
Gary Mark Gilmore, nato Faye Robert Coffman (McCamey, Texas, 4 dicembre 1940 – Draper, Utah, 17 gennaio 1977), è stato un criminale statunitense, conosciuto principalmente per avere domandato esplicitamente l'applicazione della pena capitale nei suoi confronti per i due omicidi da lui commessi e richiesto di donare i propri organi per scopi medici.
A seguito della decisione della Corte suprema degli Stati Uniti d'America di sostenere una nuova serie di statuti sulla pena di morte nel 1976, egli divenne il primo detenuto in quasi dieci anni ad essere giustiziato negli Stati Uniti. Gilmore venne fucilato nel gennaio 1977.

## Biografia

### Infanzia
Gary Mark Gilmore nacque a McCamey nel Texas, il 4 dicembre 1940, secondogenito dei quattro figli della coppia formata da Frank e Bessie Gilmore.
Frank Harry Gilmore Sr., un truffatore alcolizzato di poco conto, aveva sposato Bessie Brown, una ragazza emarginata da una comunità di mormoni dello Utah, a Sacramento in California. Gary nacque mentre la coppia viveva in Texas sotto pseudonimo utilizzando il cognome "Coffman" per sfuggire alla legge. Frank volle battezzare il figlio Faye Robert Coffman, ma una volta lasciato il Texas, Bessie lo cambiò in Gary Mark. Il cambiamento di nome si sarebbe rivelato un punto cruciale nello sviluppo del giovane Gary. La madre di Frank, Fay, conservò il certificato di nascita originale di "Faye Coffman", e quando Gary lo trovò due decenni dopo, pensò che doveva essere illegittimo o figlio di qualcun altro. Egli prese questo fatto come il motivo per cui lui e suo padre non andavano mai d'accordo; si infuriò e abbandonò la madre quando questa cercò di spiegargli il perché del cambio di nome.

### Attività criminale
All'età di 14 anni, Gary cominciò la sua carriera criminale rubando cerchioni alle auto insieme a un gruppo di amici, e questo causò il suo primo arresto. Venne rilasciato con un ammonimento ed affidato al padre. Due settimane dopo tornò in carcere per lo stesso reato. Questa volta venne inviato in riformatorio a Woodburn, Oregon, dal quale uscì dopo un anno. Nel 1960 tornò in prigione per furto d'auto, ma uscì poco tempo dopo quello stesso anno.
Nel 1961 a Frank Sr., il padre di Gary, fu diagnosticato un cancro alla gola in fase terminale; egli morì alla fine del luglio 1962, mentre Gary era detenuto in un carcere a Portland, per guida senza patente. Fu un secondino a dirgli che suo padre era deceduto. Nonostante il suo rapporto disfunzionale con il padre, Gary rimase devastato dalla notizia e cercò di suicidarsi tagliandosi i polsi. Dopo la morte del genitore, Gilmore si mise sempre più nei guai, man mano che il lato più selvaggio di lui veniva fuori, ed era spesso ubriaco. Nel 1964 fu accusato di aggressione e rapina a mano armata e fu condannato a 15 anni di carcere e inviato al Penitenziario di Stato dell'Oregon a Salem. Uno psichiatra carcerario gli diagnosticò un "disturbo antisociale della personalità con scompenso psicotico intermittente". Gli venne concessa la libertà condizionata nel 1972. Nel giro di un mese, venne nuovamente arrestato e condannato per rapina a mano armata.
A causa del suo comportamento violento in prigione, nel 1975 Gilmore fu trasferito nel carcere federale di Marion, Illinois, all'epoca una prigione di massima sicurezza.
Nell'aprile 1976 fu rimesso in libertà condizionale e si stabilì a Provo nello Utah, per andare a vivere con sua cugina, Brenda Nicol, che cercò di aiutarlo a trovare lavoro. Gilmore lavorò brevemente nel negozio di calzolaio di suo zio Vern Damico e poi per una società di Spencer McGrath, ma tornò presto allo stile di vita criminale. Gilmore, all'epoca trentacinquenne, ebbe una relazione sentimentale con Nicole Barrett Baker, una ragazza di 19 anni già sposatasi due volte in precedenza e con due bambini. La relazione fu inizialmente casuale, ma presto divenne intensa e tesa a causa del comportamento aggressivo di Gilmore e delle pressioni della famiglia della Baker che era contraria.

#### Omicidi
La sera del 19 luglio 1976 Gilmore derubò ed uccise Max Jensen, un impiegato di una stazione di servizio di Orem, Utah. La sera successiva rapinò ed uccise Bennie Bushnell, direttore di un motel a Provo. Anche se le due vittime non avevano fatto alcuna resistenza, egli le uccise entrambe. Ai due giovani fu ordinato di sdraiarsi e poi Gilmore gli sparò un colpo di pistola in testa. Entrambi erano studenti presso la Brigham Young University; entrambi lasciarono moglie e figli. Mentre si sbarazzava della pistola calibro 22 usata in entrambi gli omicidi, Gilmore si sparò accidentalmente alla mano destra, lasciando una scia di sangue nel garage di servizio dove aveva lasciato il suo camion a riparare prima di uccidere Bushnell. Il meccanico del garage Michael Simpson vide Gilmore nascondere la pistola tra i cespugli. Vedendo il sangue sulla mano destra rozzamente fasciata di Gilmore quando egli si avvicinò per pagare le riparazioni al suo camion, e sentendo su una radio della polizia la notizia della sparatoria nel vicino motel, Simpson annotò il numero di targa di Gilmore e chiamò le forze dell'ordine. La cugina di Gilmore, Brenda, lo denunciò alla polizia poco dopo avere ricevuto una sua telefonata nella quale le chiedeva bende e antidolorifici per la ferita alla mano. La polizia di stato dello Utah arrestò Gilmore mentre cercava di scappare da Provo. Sebbene egli sia stato accusato degli omicidi di Jensen e Bushnell, il caso Jensen non è mai stato portato in giudizio, a quanto pare perché non c'erano testimoni oculari.

### Esecuzione

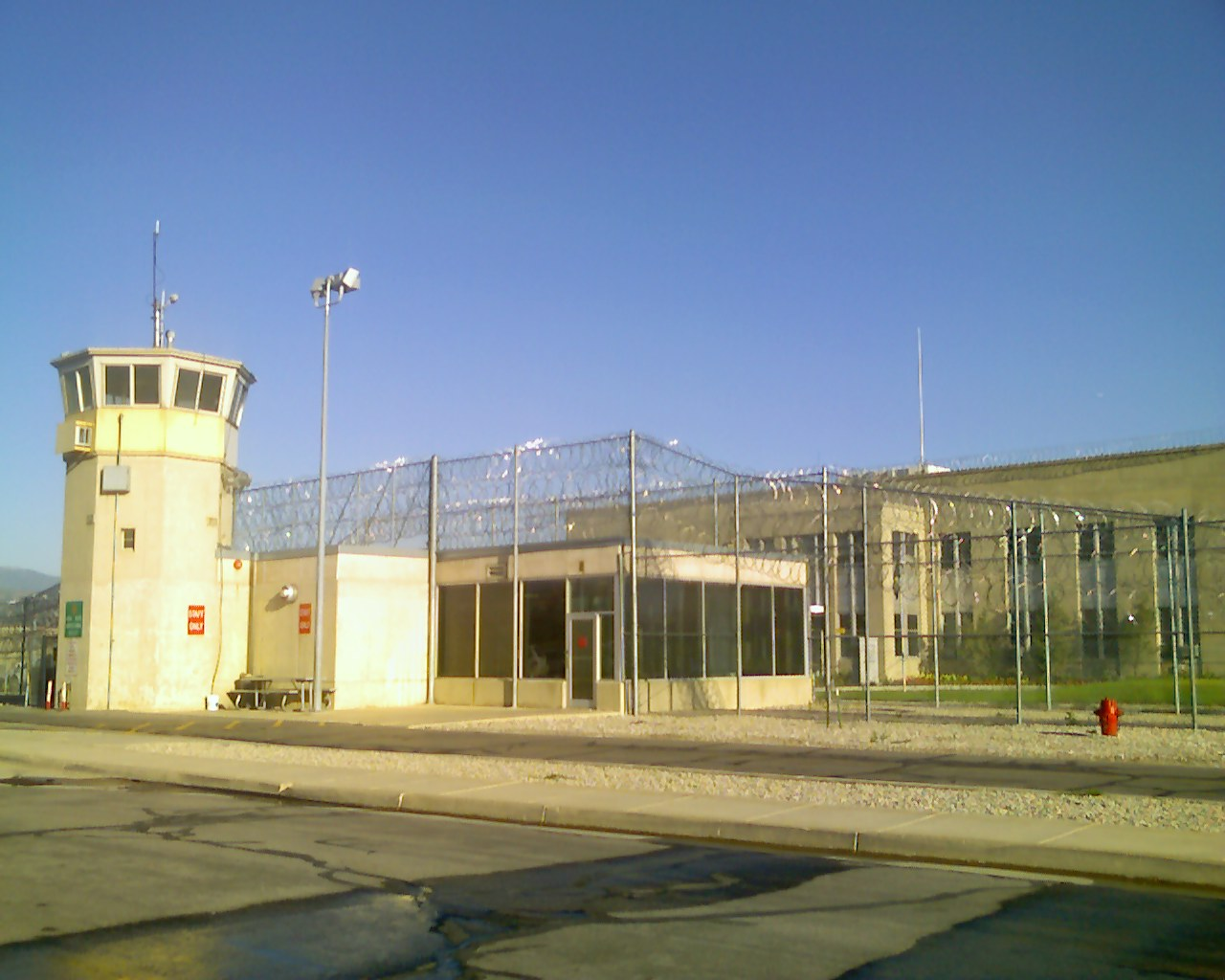
Gilmore fu giustiziato nel Penitenziario di Stato dello Utah.

Gilmore venne giustiziato mezzo fucilazione il 17 gennaio 1977 alle 8:07 di mattina, da un plotone d'esecuzione composto da cinque agenti di polizia nel penitenziario di Stato dello Utah a Draper (Utah).
La mattina dell'esecuzione, Gilmore fu trasportato presso un conservificio abbandonato dietro la prigione, legato a una sedia davanti a un muro con dietro dei sacchi di sabbia. Cinque uomini armati, agenti di polizia locale, stavano nascosti dietro una tenda con cinque piccoli fori, attraverso i quali puntavano i loro fucili. Alla richiesta delle ultime parole, Gilmore rispose semplicemente: «Let's do it» ("Facciamolo"). Il reverendo Thomas Meersman, cappellano della prigione, impartì l'estrema unzione a Gilmore. Dopo che il medico della prigione gli mise in testa un cappuccio nero, Gilmore pronunciò le sue ultime parole a Meersman in latino: «Dominus vobiscum», e Meersman rispose: «Et cum spiritu tuo».
I funzionari della prigione dichiararono che il plotone di esecuzione era composto da quattro uomini con proiettili veri e uno a salve, in modo che i tiratori non potessero essere sicuri di chi avesse sparato i colpi mortali. Tuttavia, dopo aver ispezionato gli abiti indossati da suo fratello Gary durante l'esecuzione, Mikal Gilmore notò cinque buchi sulla maglietta.
Gilmore aveva chiesto che alcuni dei suoi organi fossero donati alla scienza per futuri trapianti. Entro poche ore dalla sua morte, due persone ricevettero le sue cornee. Il suo corpo fu sottoposto ad esame autoptico e successivamente cremato. Il giorno seguente, le sue ceneri furono sparse da un aereo sopra Spanish Fork, Utah.

## Riferimenti nella cultura popolare
Norman Mailer scrisse il romanzo Il canto del boia (The Executioner's Song) basandosi sulla storia di Gary Gilmore; il libro vinse il Premio Pulitzer. Notevole per la sua rappresentazione di Gilmore e l'angoscia che circonda gli omicidi che ha commesso, il libro espresse il pensiero di Mailer sul dibattito nazionale circa la reintroduzione della pena capitale.
L'interpretazione di Jack Nicholson nel film Il postino suona sempre due volte del 1981, è in parte ispirata a Gilmore.
Il commediografo gallese Dic Edwards drammatizzò la vita di Gilmore per la sua piece teatrale Utah Blue del 1995.
Nel 1977 il gruppo punk rock The Adverts ebbe un successo da top 20 nella classifica britannica con il singolo Gary Gilmore's Eyes. Il testo della canzone descrive un paziente trapiantato che realizza che i suoi nuovi occhi provengono dall'assassino giustiziato.